# Atlantic Rim
Atlantic Rim (Titanes del Atlántico), también conocida como Attack from Beneath (Ataque desde las profundidades) y From the Sea (Desde el mar) es una película estadounidense de ciencia ficción sobre monstruos contra robots gigantes producida por The Asylum y dirigida por Jared Cohn; fue filmada en Pensacola, Florida, la película está protagonizada por Graham Greene, David Chokachi, Treach y Jackie Moore.
La película está destinado para ser lanzado directamente en DVD el 9 de julio de 2013. Como es tradición en el catálogo de The Asylum, Atlantic Rim es un mockbuster de la película Pacific Rim de Warner Bros. Pictures/Legendary Pictures, el cual será lanzado 3 días después.

## Argumento
Cuando los monstruos gigantes aparecen de repente en la parte inferior del océano Atlántico, un equipo especial de pilotos que manejan robots gigantes se prepara para combatir la nueva amenaza.

## Reparto
- Graham Greene como el almirante Hadley.
- David Chokachi como Red.
- Treach como Jim.
- Jackie Moore como Tracy.
- Nicole Alexandra Shipley como Stone.
- Jinhi Evans como el doctor Quinn.
- Nicole Dickson como la doctora Margaret Adams.
- Demetrio Stear como el teniente Wexler.
- Larry Gamell, Jr. como Smith
- Joseph Brown como captura de movimientos para robot / paramédico.
- Steven Marlow como Sheldon Geise.